# 문학터널
문학터널(文鶴터널)은 인천광역시 연수구 청학동과 미추홀구 학익동을 연결하는 터널이다. 인천광역시의 3대 유료터널 중의 하나이다. 2002년 4월 개통한 문학터널로 인해 연수동에서 주안역까지 바로 갈 수 있게 되었다.

## 개요
이 터널은 문학산에 막혀 단절된 미추홀구와 연수구를 이어주는 1.5km 길이의 왕복 6차선 터널로 2002년 4월 개통하였다. 군인공제회가 총사업비 813억원 중 703억원을 부담함으로써 2022년 3월 까지인 20년 동안의 운영권을 확보하였다. 이에 따라 터널 운영은 군인공제회의 출자회사인 ㈜문학개발이 맡았다. 또한 기존의 예측 통행량보다 실제 통행량이 적을 경우 인천광역시청이 민간 사업자인 운영회사에게 손실액을 보전해주는 '최소운영수익 보전방식(MRG)’으로 운영되기 시작했다. 개통전 잘못된 통행량 수요 예측으로 인천광역시청은 2018년까지 총 880억 원을 적자보전금으로 운영회사에게 지원했다.
그나마 2013년 시청의 사업 재구조화를 통해 운영방식을 '최소운영 보장방식'(MRG)에서 '비용보전방식'(SCS)으로 전환해 지원비를 조금 줄였다. 또한 2014년 군인공제회는 '칸서스자산운용'에게 ㈜문학개발을 매각하면서 남아있는 8년의 터널 운영권을 넘겼다.
인천광역시청은 민간 운영이 종료되는 2022년 4월부터 문학터널을 관리하기 위해 '관리계획 용역연구'을 진행 중이다. 또한 시청은 2022년 4월부터 터널 이용료를 무료로 운영하는 한편, 터널에 그동안 불가능했던 보도와 자전거길도 만들 계획에 있다.

## 터널 정보
- 총연장: 1,450m
- 공사기간: 1996-11 ~ 2002-03
- 터널: 상행선 416m, 하행선 366m (3차로 쌍굴)
- 사업 시행자: 문학개발 (주)
- 출자자: 군인공제회
- 비고: 신용카드 결제 가능

## 역사
- 2002년 3월 15일: 터널 개통[4]
- 2002년 4월 1일 : 통행료 수납 개시. 당시 통행료는 소형 600원, 대형 900원이었다.[5]
- 2003년 4월 1일 : 소형차 통행료를 600원에서 700원으로 100원 인상[6]
- 2004년 4월 1일 : 대형차 통행료를 900원에서 1,000원으로 100원 인상[7]
- 2005년 4월 1일 : 감면차량 통행료를 300원에서 400원으로 100원 인상[8]
- 2009년 7월 1일 : 소형차 통행료를 700원에서 800원으로, 대형차 통행료를 1,000원에서 1,100원으로 100원씩 인상[9]

## 통행료
2009년 7월 1일 기준이다. 통행료는 2022년 3월 31일까지 징수하며 폐지할 때까지 유일하게 하이패스를 운영하지 않는다.
| 구분      | 통행료  | 해당 차량                                       |
| --------- | ------- | ----------------------------------------------- |
| 감면 차량 | 400원   | - 배기량 800cc미만 차량(마티즈, 아토스 등)      |
| 소형      | 800원   | - 승용차, 5.5톤 이하 화물차, 32인승 이하 승합차 |
| 대형      | 1,100원 | - 5.5톤 초과 화물차, 33인승 이상 승합차         |